# Yreka
Yreka ist eine Stadt mit dem Status City und Sitz der Countyverwaltung (County Seat) im Siskiyou County im US-Bundesstaat Kalifornien mit 7807 Einwohnern (Stand: 2020).

## Geographie
Yreka liegt zehn Kilometer westlich von Montague am Ostrand des Klamath National Forest sowie der südwestlich gelegenen Klamath Mountains. Mount Shasta befindet sich in einer Entfernung von 60 Kilometern im Südosten. Die Interstate 5 verläuft mitten durch den Ort. Der Bundesstaat Oregon beginnt 30 Kilometer entfernt im Norden.

## Geschichte
Im März des Jahres 1851 fand ein aus Oregon kommender Maultiertreiber in der Region Gold. Binnen eines Monats folgten weitere 2000 Goldsucher, suchten dort ihr Glück und bauten eine Siedlung aus Zelten, Baracken und einfachen Holzhäusern. Bezüglich der Namensgebung gibt es mehrere Versionen: Mit hoher Wahrscheinlichkeit geht der Name auf das indianische Wort wáik'a mit der Bedeutung „nördlicher Berg“ oder „weißer Berg“ zurück. Nach einer anderen Version wurde der Ort als Wortspiel Y-reka benannt, in Anlehnung an den ebenfalls in Kalifornien liegenden Ort Eureka (U-reka ausgesprochen). Eine kuriose Erklärung gibt Mark Twain in seiner Autobiografie: Der Name ergab sich durch eine Verwechslung. Der Besitzer einer Bäckerei hatte die Buchstaben des zur Werbung dienenden Wortes BAKERY für seinen Laden frisch angestrichen und zur Trocknung in umgekehrter Reihenfolge aufgestellt, nur der Buchstabe B stand gerade nicht daneben. Ein Besucher las das verkehrt herum stehende Wort YREKA (das B fehlte ja) und vermutete, dies sei die Ortsbezeichnung. Auch die übrigen Bewohner hielten diese Vermutung für schlüssig und so wurde der Ort aufgrund eines Palindroms „Yreka“ genannt. Nach Ende des Kalifornischen Goldrauschs verließen viele Abenteurer den Ort wieder. Durch die Ernennung zur Countryverwaltung ergaben sich jedoch neue Beschäftigungsmöglichkeiten. Der Ort gewinnt gegenwärtig auch im Tourismus an Bedeutung und ist Ausgangspunkt für Touren in die Siskiyou Mountains im Nordwesten und zum Mount Shasta im Südosten.
In der Umgebung von Yreka ist die sehr seltene Flammenblumenart Phlox hirsuta zu finden, die dort auch Yreka phlox genannt wird. Die Stadtverwaltung hat diese Pflanze in den Status einer City flower erhoben.

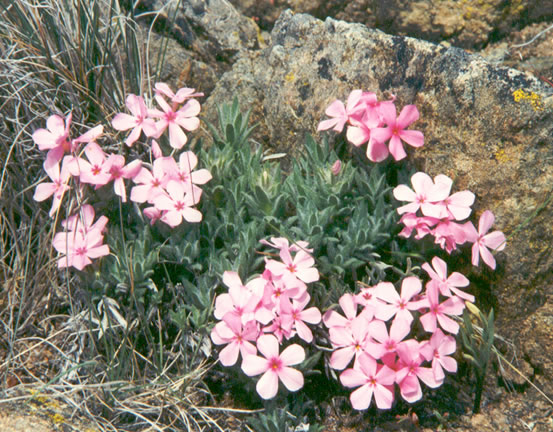
Flammenblumenart Phlox hirsuta

- Flammenblumenart
 Phlox hirsuta

## Demografische Daten
Im Jahr 2014 wurde eine Einwohnerzahl von 7564 Personen ermittelt, die zu diesem Zeitpunkt ein Durchschnittsalter von 40,2 Jahren besaßen, das damit über dem Durchschnittswert von Kalifornien mit 35,7 Jahren lag. Gegenüber dem Jahr 2000 betrug der Bevölkerungszuwachs 3,8 %.

## Söhne und Töchter der Stadt
- John McNeil (1948–2024), Jazz-Trompeter und Flügelhornist sowie Komponist, Arrangeur und Musikproduzent